# Anne Trister
Pour plus de détails, voir Fiche technique et Distribution.
Anne Trister est un film canadien réalisé par Léa Pool, sorti en 1986.

## Synopsis
Anne Trister est la chronique d'une jeune femme peintre à la découverte d'elle-même, de la vie et ses ruptures.
Ébranlée par la perte de son père enterré en Israël, elle quitte la Suisse et son passé pour s'installer à Montréal chez une amie psychologue. Pour se reconstruire, elle va vivre un projet de peinture démesuré et une relation impossible. La réalité se charge de recadrer Anne Trister dans sa vie amoureuse et artistique.

## Fiche technique
- Titre : Anne Trister
- Réalisation : Léa Pool
- Scénario : Marcel Beaulieu et Léa Pool, d'après une idée originale de Léa Pool
- Photographie : Pierre Mignot
- Son : Richard Besse
- Environnement peint (conception et réalisation) : Geneviève Desgagnés et Daniel Sirdey
- Musique : René Dupéré
- Chanson De la main gauche : Danielle Messia
- Montage : Michel Arcand
- Production : Roger Frappier, Claude Bonin
- Pays d'origine :  Canada
- Genre : drame
- Durée : 105 minutes (1 h 45)
- Date de sortie : 1986
  - 23 juillet 1986 en  France

## Distribution
- Albane Guilhe : Anne
- Louise Marleau : Alix
- Lucie Laurier : Sarah
- Guy Thauvette : Thomas
- Hugues Quester : Pierre
- Nüvit Özdogru : Simon
- Kim Yaroshevskaya : la mère
- Gilbert Sicotte

## Autour du film
Outre sa présence dans la bande sonore du film, un lien particulier, en raison du sujet contenu, unit le film Anne Trister de Léa Pool et la chanson De la main gauche de Danielle Messia décédée un an avant la sortie du film.

## Distinctions
- Nomination au Festival international du film de Berlin (cinéma) - février 1986
- Troisième prix décerné par le Jury du Berliner Morgenpost au Festival international du film de Berlin (cinéma) - février 1986
- Prix décerné à la Meilleure interprétation féminine (Louise Marleau) et Prix du Public du Meilleur long métrage de fiction au Festival international de films de femmes de Créteil - mars 1986
- Prix Génie décerné à la Meilleure photographie : Pierre Mignot - 18 mars 1987
- Nomination au Prix Génie de la Meilleure actrice dans un rôle de soutien : Lucie Laurier - mars 1987